# ويليام ستايسي
ويليام ستايسي (بالإنجليزية: William Stacy)‏ هو عسكري أمريكي، ولد في 15 فبراير 1734 في غلوستر في الولايات المتحدة، وتوفي في 1 أغسطس 1802 في مارييتا في الولايات المتحدة.